# Scrabble

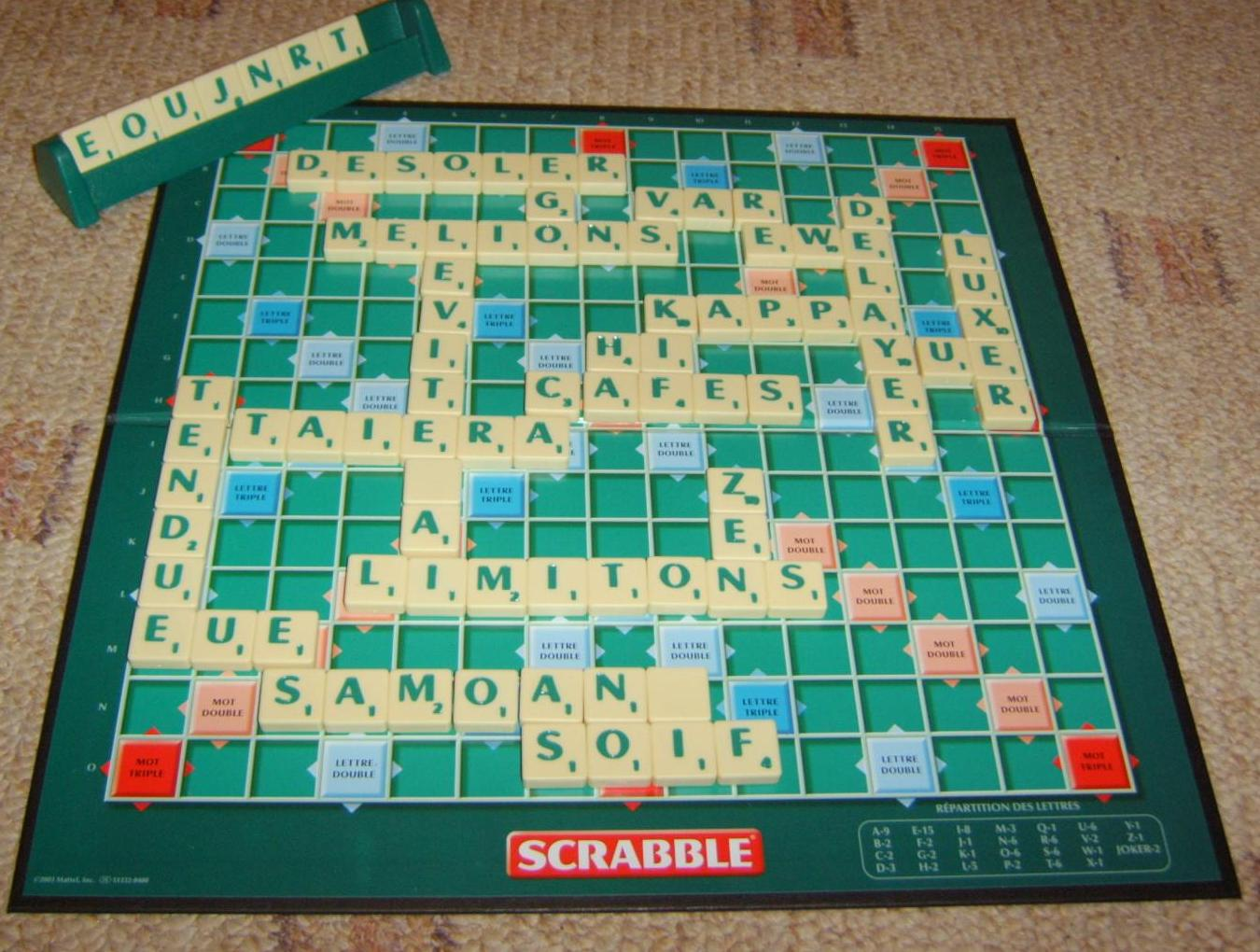
Un jeu de Scrabble.

Le Scrabble (marque déposée) est un jeu de société et un jeu de lettres où l'objectif est de cumuler des points, sur la base de tirages aléatoires de lettres, en créant des mots sur une grille carrée, dont certaines cases sont primées.
Le jeu est commercialisé dans 121 pays et en 36 langues. L'entreprise Hasbro est détentrice des droits aux États-Unis d'Amérique et au Canada, et Mattel dans le reste du monde.
Le Scrabble est un jeu de société très populaire en famille et entre amis, mais aussi sur Internet. Il se pratique aussi en clubs et en compétition.
Il existe trois championnats du monde de Scrabble : le championnat anglophone, le championnat francophone et le championnat hispanophone. La version francophone est disputée par environ vingt mille joueurs de plusieurs pays, la France, le Canada, le Sénégal, la Suisse et la Belgique étant les cinq pays les plus représentés.
Les championnats peuvent être classiques ou duplicate. Les tournois duplicate sont des tournois où tout le monde joue avec le même tirage de lettres. Les tournois duplicate sont plus populaires en France et en francophonie tandis que les classiques sont plus populaires dans les autres langues.

## Historique
Le Scrabble a été conçu par l'architecte new-yorkais Alfred Mosher Butts (13 avril 1899 – 4 avril 1993). Contraint au chômage par la crise de 1929, il crée en 1931 une première version dénommée « Lexiko », dont le nom, trop proche d'un jeu existant appelé Lexicon, est successivement changé en « Alph », « It », « CrissCrossWords » et finalement « Scrabble ».
Butts calcule la distribution initiale des 100 lettres à partir de la première page d'un exemplaire du New York Times. Des versions successives voient apparaître la valorisation des lettres rares ainsi que des modifications du plateau de jeu. La grille actuelle apparaît en 1938 et la marque Scrabble est déposée en 1948 par James Brunot, auquel Alfred Butts cède ses droits en échange d'une redevance.
Le succès arrive en 1952 quand, selon la légende, le président de Macy's (le plus grand magasin de New York), ayant découvert le Scrabble pendant ses vacances, entre en colère lorsqu'il s'aperçoit que le jeu est absent de ses rayons. Le Scrabble devient le jeu à la mode et Brunot, qui ne peut plus assurer la demande, donne une licence d'exploitation à Selchow and Righter (une entreprise fondée en 1867 à New York), qui rachète la marque à Brunot en 1972. En 1986, Selchow and Righter est rachetée par Coleco Industries, qui fait faillite en 1989. Les droits d'exploitation de la marque sont alors répartis entre Hasbro et Mattel.
L'Europe sera lente à s'engouer pour ce jeu. La version francophone est créée en 1955. Une version non officielle du jeu, appelée « BoardScript » (dont la grille diffère seulement de l'originale de quelques cases-primes déplacées), distribuée par Jumbo et fabriquée aux Pays-Bas est également mise sur le marché. Le jeu devient populaire en France à partir de 1965 grâce à des animations dans les villages du Club Méditerranée.
La pratique du Scrabble s'organise en clubs puis en fédérations au début des années 1970, autour du Scrabble duplicate, la formule de jeu qui élimine le hasard, inventée par le Belge Hippolyte Wouters. Un tournoi rassemblant 11 joueurs à Cannes en 1972, sera plus tard considéré comme le premier Championnat du monde de Scrabble francophone. En dehors des clubs, le Scrabble classique reste toutefois la forme de jeu pratiquée et connue de tous.
Deux Fédérations françaises de Scrabble sont créées à Cannes et à Paris ; elles fusionnent en 1975.
Une Fédération internationale de Scrabble francophone est créée à Bruxelles en 1978. Elle regroupe trois fédérations : la Fédération belge de Scrabble, la Fédération française de Scrabble et la Fédération suisse de Scrabble (fondée en 1977), vite rejointes par la Fédération québécoise des clubs de Scrabble francophone en 1980. Son premier président est Hippolyte Wouters. Les fédérations ou associations nationales de plusieurs pays ont par la suite rejoint la FISF, notamment africaines (Sénégal, République du Congo, République démocratique du Congo, Tunisie, Cameroun, Côte d'Ivoire, etc.) mais aussi de pays où le français n'est pas une langue officielle (Roumanie, Liban, Royaume-Uni).
En anglais, des tournois en Scrabble classique sont organisés à partir de 1973. Contrairement aux pays francophones, le Scrabble duplicate n'y a jamais rencontré le succès.
Le développement de fédérations et clubs dans d'autres langues est plus tardif. Un projet de Confédération mondiale du Scrabble est régulièrement évoqué entre les trois fédérations internationales mais n'a jamais eu de suites concrètes.

## Principes du jeu

### Contenu de la boîte

#### Plateau de jeu
Le plateau de jeu est une grille carrée de 15 sur 15 (soit 225 cases en tout), symétrique, dont certaines cases colorées, dites « cases multiplicatrices », valorisent la lettre ou le mot qui les recouvrent en multipliant sa valeur par deux ou par trois.

#### Lettres ou jetons
Les jetons sont des supports de format carré, en bois ou en plastique, sur lesquels une lettre de l'alphabet est inscrite ainsi que sa valeur (sauf pour les « jokers », ou « lettres blanches », qui ne portent aucune inscription). Le revers n'est pas identifiable. Le nombre et la distribution des jetons varient selon la langue. Dans la version francophone, il y a 102 jetons, la lettre E est la plus fréquente (15 occurrences) et ne vaut qu'un point, tandis que les « lettres chères » J, K, Q, W, X, Y et Z sont uniques mais valent 8 (J et Q) ou 10 points (K, W, X, Y et Z). Les lettres B, C et P valent 3 points, F, H et V valent 4 points, D, G et M valent 2 points.

#### Chevalets de jeu
Quatre chevalets — ou supports de lettres — permettent de disposer et de déplacer les sept lettres tirées, de façon que les autres joueurs ne puissent les voir.

#### Un sac
Les jetons sont placés dans un sac en tissu opaque en début de partie.

### Règles traditionnelles

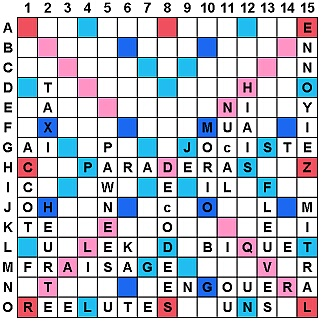
Exemple d'une partie de Scrabble terminée.

Chaque joueur tire sept lettres et pose à tour de rôle une ou plusieurs lettres de manière à former de nouveaux mots sur la grille, horizontalement ou verticalement. Il n'est pas admis de poser un mot en diagonale. Le premier mot doit faire au moins deux lettres et recouvrir la case centrale (souvent matérialisée par une étoile) et les mots suivants doivent s'appuyer sur des mots déjà placés, à la manière des mots croisés.
Le score d'un coup est calculé en additionnant la valeur de toutes les lettres des nouveaux mots formés (y compris celles déjà posées sur la grille). Si une nouvelle lettre posée recouvre une case « lettre compte double » (bleu clair) ou « lettre compte triple » (bleu foncé), sa valeur est multipliée par 2 ou par 3 ; si cette case fait partie de 2 nouveaux mots formés, horizontalement et verticalement, elle compte double ou triple dans les deux sens. Si une case « mot compte double » (rose) ou « mot compte triple » (rouge) a été recouverte, la valeur du mot entier est doublée ou triplée. Si en recouvrant cette case, cela forme deux mots horizontalement et verticalement, la valeur des deux mots est multipliée par 2 ou par 3. Les cases multiplicatrices ne servent plus une fois recouvertes.
Placer ses sept lettres sur la grille apporte une prime de 50 points. Ce genre de coup est appelé « scrabble » en français (en anglais, on dit « bonus » (Grande-Bretagne) ou « bingo » (États-Unis)). Le joueur qui « fait un scrabble », a « scrabblé ».
Après avoir posé ses lettres et annoncé son score, le tour est terminé. Il est alors possible de demander à vérifier la présence d'un mot joué dans un dictionnaire de référence, convenu entre les joueurs. En français, il s'agit, de préférence, de L'Officiel du jeu Scrabble.
En anglais, il existe une référence pour l'Amérique du Nord (l’Official Scrabble Players Dictionary et sa version de compétition l’Official Word List) et une autre adoptée par le reste du monde et utilisée pour les championnats du monde anglophone (le Collins Scrabble Words, aussi connue sous le nom Sowpods). En espagnol, la fédération internationale a choisi le Diccionario de la Real Academia de la Lengua Española.
Si un mot contesté n'est pas valable, le joueur reprend ses lettres et marque zéro point pour le coup. Il est possible de passer son tour ou de changer de une à toutes ses lettres en perdant son tour. Par contre si le mot contesté est valable, le demandeur perd dix points.
La partie s'achève quand le sac est vide et qu'un joueur place ses dernières lettres sur la grille. Il ajoute à son score la valeur des lettres restant à ses adversaires, qui dans le même temps, doivent déduire de leur score la valeur des lettres qui leur restent. Le vainqueur est celui qui totalise le plus de points à la fin de la partie.

### Technique de jeu
Le joueur doit chercher à faire des mots qui rapportent des points, ceux-ci ne sont pas forcément les mots les plus longs, sauf bien sûr s'il est possible de placer toutes ses lettres (« faire un scrabble  »). La recherche du scrabble doit être prioritaire. Si aucun scrabble n'est trouvé, il convient d'essayer de placer des lettres permettant de garder un bon reliquat (équilibre voyelles consonnes, tout en marquant des points et en ne permettant pas à l'adversaire d'en marquer à son tour trop facilement (« ouvrir » un triple, placer un mot qui prolonge facilement, etc.), ces trois critères étant le plus souvent contradictoires, toute l'habileté du joueur consistera à trouver le meilleur compromis possible.
L'utilisation des cases multiplicatrices est décisive, notamment en « pivot » (c'est-à-dire formant un mot horizontalement et verticalement). Si ces cases ne sont pas accessibles, le joueur cherchera à réutiliser des lettres chères déjà placées ou bien tentera de « maçonner » (former plusieurs mots en le collant à un autre mot déjà placé sur la grille). La connaissance des mots de 2 et 3 lettres, des petits mots avec lettres « chères » (J, K, Q, W, X, Y ou Z) et des petits verbes est fondamentale pour marquer des points, construire et placer des mots sur la grille.
Il ne faut pas hésiter à perdre un tour pour échanger des tirages trop difficiles (que des consonnes, ou que des voyelles, etc.)

### Scrabblesrecords
- Au premier coup, les scrabbles les plus chers sont « WHISKEY » et « WHISKYS ». Chacun rapporte 144 points en plaçant le W, K ou Y sur la case lettre compte double.
- Le scrabble de huit lettres le plus cher est « WHISKEYS » placé sur deux cases « mot compte triple », le K placé sur la case « lettre compte double ». Ainsi, ce mot rapporte 482 points. Ceci s'appelle un « nonuple », car le score du mot est multiplié par trois à deux reprises, c'est-à-dire par neuf.
- Il est théoriquement possible de placer un scrabble de 15 lettres en s'appuyant sur 8 lettres déjà posées sur la grille. Si les lettres placées couvrent les trois cases « mot compte triple », le total est multiplié par 27. C'est d'ailleurs ainsi que le coup le plus cher imaginable est construit : 1 797 points en posant « DESHYPOTHEQUIEZ », la grille étant déjà convenablement garnie. Cependant il ne semble pas qu'une telle configuration couvrant les trois "mot compte triple" en un coup soit possible.
- Le score minimum d'un scrabble est de 56 points. Il s'obtient en utilisant les deux jokers et 5 lettres d'un point, et en s'appuyant sur une lettre déjà posée sur la grille (au premier coup, un scrabble rapporte au minimum 60 points).
- Le tirage qui permet le plus de scrabbles en 7 lettres en français est « A E I N R S T » : ARÉTINS, ARISENT, ENTRAIS, INERTAS, INSÉRÂT, RATINES, RENTAIS, RÉSINÂT, RETSINA, RIANTES, SATINER, SENTIRA, SÉRIANT, SERINÂT, TANISER, TARINES, TARSIEN, TRAÎNES, TRANSIE et TSARINE, soit 20 mots.

## Éditions et variantes

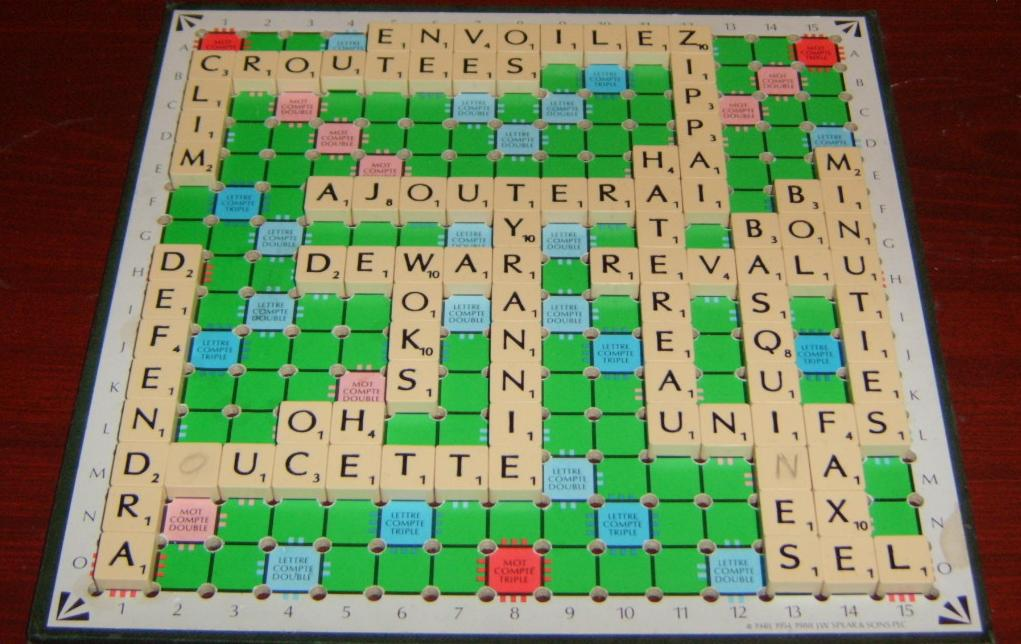
Exemple d'un jeu de Scrabble duplicate.

### Commercialisées

#### Jeux standard
- Scrabble Classique : c'est l'édition standard du jeu. Le plateau de jeu sur fond vert est en carton et se plie en deux[9].
- Scrabble de Luxe : plateau tournant rigide en bois ou en plastique ; des alvéoles ou des picots permettent le maintien des lettres en place.
- Scrabble de Voyage : grille compacte (20 cm × 20 cm) dont les cases sont percées afin d'y insérer des lettres à picots.
- Scrabble Plus : Scrabble classique avec plateau de jeu en plastique durci, alvéolé et tournant ; il se plie en deux et forme le couvercle de rangement de la boîte en plastique.
- Scrabble Compétition (2011) : boîte éditée par Tinderbox/Mégableu, contenant 4 grilles (support plastique à picots) de taille légèrement supérieure à la grille de voyage, ainsi que 4 supports de rangement pour les lettres (dans l'ordre alphabétique pour que les joueurs puissent tirer facilement les lettres lorsque l'arbitre les annonce). C'est une réédition de la boîte Scrabble Duplicate.
- Scrabble Géant - plateau de Scrabble agrandi (46 × 46 cm) pour les personnes malvoyantes. Édité par Tinderbox/Mégableu.
- Scrabble de Poche : Scrabble standard, plus petit que le jeu de voyage, avec des lettres aimantées.

#### Variantes
- Scrabble Junior : contient deux jeux différents, d'un côté un jeu de Scrabble normal mais sans valeur sur les lettres et sans cases multiplicatrices et de l'autre côté, des mots avec des images ; les joueurs doivent piger les lettres pour compléter les mots sur la grille, marquant un point par mot complété.
- Mon Premier Scrabble : 31 jetons en couleurs (les 26 lettres de l'alphabet plus 5 voyelles supplémentaires) sans valeur indiquée. Le jeu consiste à former les mots correspondant à des images d'objets ou d'animaux présentés sur 15 feuilles cartonnées thématiques que l'on place sur un support comportant des alvéoles. Chaque lettre possède au dos une structure en relief, s'insérant dans les alvéoles du support, permettant à l'enfant de savoir si la lettre convient ou non.
- Scrabble Dora : plateau de jeu bilingue (un côté français et l'autre anglais) permettant à l'enfant de placer ses lettres et de former ses premiers mots dans les deux langues.
- Super-Scrabble : consiste en un plateau de 21 cases par 21, soit 441 cases. La grille standard figure au centre mais des cases « mot compte quadruple » et « lettre compte quadruple » ont été ajoutées. La distribution des lettres correspond à celle de deux jeux standard. Existe en version anglaise et allemande.
- Scrabble Édition Chocolat (2004) : petit jeu de Scrabble classique avec une grille réduite et 32 lettres en chocolat, emballées dans un papier représentant une lettre et sa valeur[10].
- Scrabble Dé-Fi (2007) : il s'agit de former des mots avec les lettres portées sur des dés lancés tour à tour par chacun des joueurs et placés sur un mini-plateau de jeu[11].
- Scrabble Délire (2010) : comme son nom l'indique, cette version chamboule les règles traditionnelles du jeu (placement des lettres n'importe où sur la grille, utilisation de noms propres…).
- Scrabble Zig-Zag (2013) : plus de plateau ni de valeurs sur les lettres, représentées sur des jetons qui permettent de s'emboîter pour former des mots dans toutes les directions. Le but est de se débarrasser le premier de toutes ses lettres en formant des mots, des jetons spéciaux (faire passer son tour, donner des jetons à son adversaire, etc.) permettant de modifier le cours du jeu.

### Anciennes éditions

#### Jeux standard
- Scrabble duplicate (1988) : grande boîte de jeu contenant 4 grilles de voyages et quatre supports de lettres (à trous). Les lettres sont de quatre couleurs différentes (rouge, bleu, vert et noir). Ce jeu permet de jouer au Scrabble duplicate en famille. De nombreux clubs ont acquis cette édition économique comparée à l'achat de jeux de voyage individuels. La boîte contenait également un minuteur, inadapté toutefois à la pratique du jeu en club.
- Scrabble 50e anniversaire (1998) : édition spéciale pour le 50e anniversaire du jeu.
- Scrabble Millenium (1999) : édition spéciale limitée et numérotée produite pour le changement de millénaire. Le plateau est gris argenté, les lettres sont bleues avec quelques paillettes incrustées dans le plastique et les supports sont gris et brillants.
- Scrabble Prestige : plateau de jeu tournant et alvéolé. Les lettres et les chevalets peuvent être rangés à l’intérieur du plateau tournant. Un minuteur en plastique, fonctionnant avec des piles, est également fourni.
- Pink Scrabble (2007) : édition spéciale anglophone commercialisée en Grande-Bretagne et en Australie, avec plateau et lettres de couleur rose, dont une partie du produit des ventes est destinée à la recherche contre le cancer du sein[12].
- Scrabble 60e anniversaire (2008) : design particulier de la grille pour le 60e anniversaire du jeu (jetons noirs et plateau translucide).

#### Variantes
- Scrabble Rébus (1985) : il s'agit de former des rébus à partir de jetons comportant des images, des chiffres ou des lettres. Le plateau de jeu comporte des cases double score ou triple score[13].
- Scrabble Jet (1990) : il s'agit de trouver les mots qui font le plus de points avec les lettres qui figurent sur les sept dés lancés par les joueurs (c'est une forme de Scrabble duplicate)[14].
- Scrabble Challenge (1997) : sorte de course aux mots avec des dés brassés aléatoirement, il faut trouver un mot qui rapporte plus que celui de son adversaire dans un temps donné pour avancer dans le jeu[15]
- Scrabble Cartes (1997) : plus de plateau mais simplement des cartes avec lesquelles il faut faire des mots qui s'entrecroisent[16].
- Scrabble Party (2004) : chevalets et sac ont été replacés par un minuteur, les lettres sont choisies alternativement par les joueurs pour former des mots sur la grille traditionnelle, le plus rapidement possible : un coefficient multiplicateur décroissant de 4 à 1 est appliqué à la valeur de chaque mot joué[17].

## Classique etduplicate
Le Scrabble classique oppose de 2 à 4 joueurs réunis autour d'un même jeu, formant des mots à tour de rôle sur la même grille. Il s'agit d'un jeu de stratégie à information incomplète et présentant une part de hasard (lettres tirées pouvant être « bonnes » ou « mauvaises » influence des jokers, etc.). Comme au poker, cette part aléatoire est négligeable sur un grand nombre de parties comparée à l'expertise du joueur (connaissance du vocabulaire, bluff, styles de jeu offensif ou défensif, gestion du temps, aspects psychologiques en face à face, etc.).

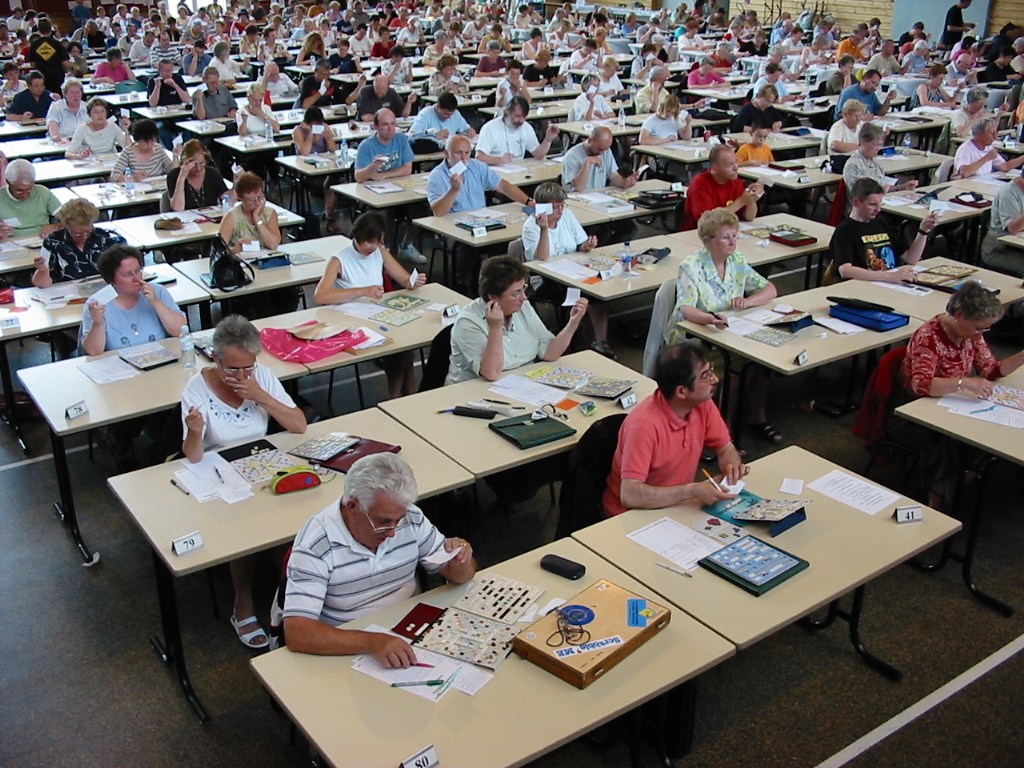
Tournoi duplicate.

À l'opposé, le Scrabble duplicate élimine le hasard lié aux tirages mais également toute forme de stratégie. Il s'agit simplement pour un joueur, seul devant son jeu, de trouver la solution rapportant le plus de points à l'aide d'un tirage donné en un temps donné (de une à trois minutes). Cette forme de jeu, imaginée en 1972 par le Belge Hippolyte Wouters, permet la participation simultanée de plusieurs centaines de joueurs. Un arbitre, assisté généralement d'un logiciel, annonce la meilleure solution (le top) que chaque joueur place sur sa grille, même s'il ne l'a pas lui-même trouvée. Toutes les grilles sont donc identiques, tout au long de la partie et le classement général s'établit par addition des scores obtenus par chaque joueur.
Les deux formes de jeu ont leurs supporters et adversaires, leurs avantages et inconvénients respectifs étant sources de discussions sans fin.
Les anglophones jouent exclusivement en Scrabble classique (le championnat du monde n'existe que depuis 1991). Les francophones jouent majoritairement en compétition en Scrabble duplicate depuis 1973, toutefois le Scrabble classique de compétition se développe depuis 2003 et a été introduit aux Championnats du monde de Scrabble francophone en 2006. C'est par ailleurs la forme de jeu la plus pratiquée en Afrique, qui compte de nombreux champions (quatre vainqueurs et cinq finalistes en neuf éditions, il n'a eu que deux éditions sans joueurs africains en finale).
En espagnol, italien et néerlandais, des compétitions sont organisées en classique et en duplicate, avec toutefois une prépondérance pour le classique.
Il est possible de jouer en ligne, en classique et en duplicate, contre d'autres joueurs ou des ordinateurs.
Environ 16 000 joueurs sont licenciés dans l'un des 600 clubs affiliés à la Fédération française de Scrabble. Les clubs proposent quasi exclusivement des séances en duplicate, mais quelques-uns proposent également du classique.
Environ 14 000 joueurs français ont participé à une épreuve comptant pour le classement duplicate contre 3 000 joueurs qui ont déjà participé à une épreuve de Scrabble classique.

### Partie classique en tournoi
En compétition, le Scrabble classique se pratique exclusivement entre deux joueurs et les appariements des joueurs sont désignés par un ordinateur, qui indique également celui qui commence la partie.
Chaque joueur dispose d'un temps déterminé pour jouer toute sa partie, contrôlé par des pendules d'échecs : généralement 20 minutes dans les tournois francophones ; 25 minutes dans les tournois anglophones et 30 minutes dans les tournois hispanophones. À la fin de la partie, les joueurs remplissent et signent une feuille de match et la remettent à un arbitre. Les tournois se jouent en plusieurs rondes, ce qui limite l'influence du hasard : de 5 (tournoi homologué) à 17 (Championnat du monde de Scrabble classique) pour les tournois francophones, le nombre de parties peut monter jusqu'à 45 pour certains tournois anglophones.

### Partieduplicateen tournoi
Les plus grands tournois de Scrabble duplicate se déroulent en France, notamment la coupe d'Aix-les-Bains et la coupe de Vichy, chacun de ces tournois accueillant plus de mille participants,.
Un numéro de table est assigné à chaque joueur inscrit, qu'il reporte sur une liasse de bulletins-réponse mis à sa disposition, sur lesquels il inscrira à chaque coup le mot joué, son emplacement (indiqué par rapport aux lettres déjà posées ou selon la position alphanumérique de l'initiale du mot) et son score. À la fin du temps réglementaire, des « ramasseurs » collectent tous les bulletins et les remettent aux arbitres qui compilent les résultats dans un tableur, après avoir vérifié la validité des bulletins. Les manquements peuvent conduire à un avertissement (erreur de score, mauvaise indication d'un joker, etc.), une pénalité de 5 points (erreur de référencement du mot, etc.) ou au score de zéro (mot absent du dictionnaire de référence, bulletin rendu hors temps, etc.). À partir de 3 ou 5 avertissements, des pénalités sont appliquées.
La partie se termine lorsqu'il ne reste que des consonnes ou que des voyelles dans le sac. Le vainqueur de la partie est celui qui a obtenu le score le plus élevé par rapport au maximum théorique (le « top de la partie »). Des titres sont décernés par séries et par catégories d'âge (« Cadet », « Junior », « Espoir », « Vermeil » et « Diamant »). Un tournoi comprend généralement entre 2 et 5 parties, 7 pour le Championnat du Monde Élite. La généralisation de l'Internet permet désormais de proposer les mêmes parties simultanément dans plusieurs lieux.

### Autres variantesduplicate
Pour accroitre la diversité et la richesse du jeu d'autres variantes du" duplicate" ont été inventées. Elles se jouent parfois en match exhibition : 
- Topping : Cette formule consiste à trouver le top d'une partie Duplicate optimale en un temps minimum. Une pénalité de temps est distribuée au joueur qui ne trouve pas la solution du "top" dans le temps imparti.
- Parties "7 sur 8" : le tirage est composé de huit lettres, mais on ne peut poser que sept lettres maximum.
- Partie "joker" : Un joker est systématiquement présent dans le tirage.

## Vocabulaire admis

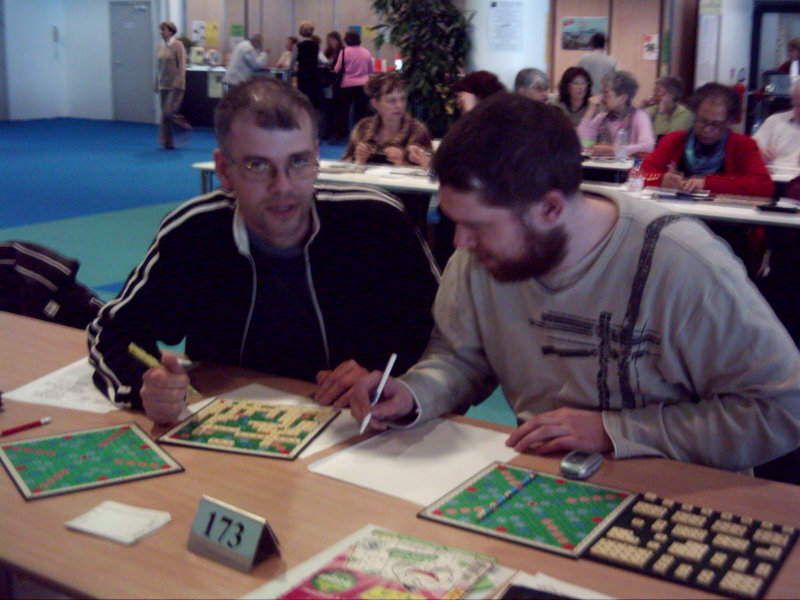
Un tournoi duplicate en paires à Cannes (France).

La règle originale stipulait : « Tous les mots se trouvant dans n'importe quel dictionnaire général sont permis, à l'exception des noms propres, ceux considérés comme mots étrangers, les abréviations et les mots composés avec apostrophe ou trait d'union » ce qui pouvait prêter à interprétation. Les conjugaisons des verbes sont autorisées.
Au début des années 1970, les fédérations naissantes choisissent Le Petit Larousse illustré comme dictionnaire de référence pour les mots et l'Art de Conjuguer de Bescherelle pour les conjugaisons. Ces références étant parfois imprécises, il a fallu les compléter par un « règlement international ». Entre deux refontes du Petit Larousse, les mots exclus étaient considérés comme toujours valables. Cependant, à la suite de la refonte du Petit Larousse 1981, qui a entraîné la suppression de milliers de mots, il a été ajouté un « additif » (une soixantaine de mots absents du dictionnaire de référence). On s'aperçut que tout ceci n'était pas simple et qu'il fallait jongler entre plusieurs ouvrages et listes pour savoir si un mot était accepté ou non. D'où l'idée d'un dictionnaire spécialisé, nommé L'Officiel du Scrabble, plus connu sous le signe ODS, dont la première édition est parue en 1989, comportant aujourd'hui 64 970 entrées (pluriels, féminins et verbes conjugués exclus). On y retrouve des mots présents dans Le Petit Larousse et d'autres dictionnaires de grande diffusion, mais aussi de nombreux vocables de la francophonie (Belgique, Suisse, Québec, Acadie, pays africains, etc.).
Au total, dans l'édition 2012 (ODS 6), 386 264 mots sont admis, dont 80 de 2 lettres, 610 de 3 lettres, 2 509 de 4 lettres, 7 645 de 5 lettres, 17 318 de 6 lettres, 31 070 de 7 lettres et 46 329 de 8 lettres.
La 7e édition de l'Officiel du jeu Scrabble (ou ODS 7) est sortie en librairie le 16 juin 2015 et entrée en vigueur le 1er janvier 2016. Cette édition contient environ 1 580 nouvelles entrées et 3 suppressions. La 8e édition (ou ODS 8) a été publiée le 18 juin 2019 et ajoute plus de 1 600 mots à la précédente. Elle est entrée officiellement en vigueur le 1er janvier 2020. La 9e édition (ou ODS 9) a été publiée le 14 juin 2023 et ajoute près de 750 entrées à la précédente. Elle entre officiellement en vigueur le 1er janvier 2024.
En 2022, la société Mattel annonce qu'elle a supprimé 400 mots jugés offensants de la liste officielle anglophone afin de rendre le jeu plus inclusif à l'égard des minorités.
L'ODS 9 suit la tendance, et 62 mots jugés offensants ont été supprimés.
Entre amateurs, les joueurs conviennent ensemble de la référence à adopter (dictionnaire ou encyclopédie) avant de commencer une partie.

## Championnats

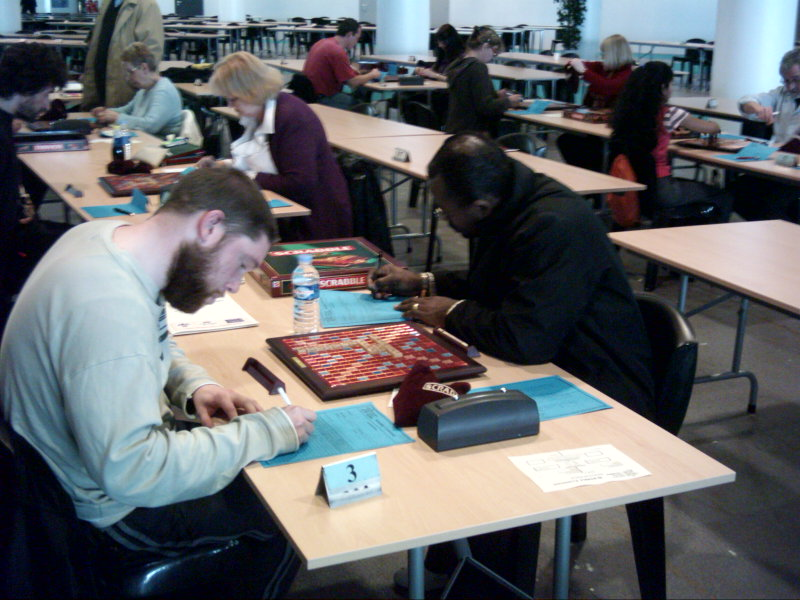
Un tournoi classique en cours à Cannes (France).

Le Scrabble, bien qu'il soit à l'origine un jeu de société familial, a rapidement donné lieu à la création de clubs, puis de fédérations nationales et internationales organisant des compétitions et des classements. À l'instar des échecs ou du bridge, il peut ainsi être considéré comme une discipline sportive avec tout ce qui en découle : entraînement, tournois, champions, spectacle, argent, fatigue physique, etc.
Les compétitions nationales et internationales de Scrabble se déroulent dans une langue donnée. Il existe quatre championnats du monde de Scrabble régulièrement organisés : en français, anglais, espagnol et catalan. Il n'y a que quelques joueurs qui jouent en plusieurs langues : Serge Emig (France) est un des meilleurs joueurs mondiaux en français et en espagnol (il a été champion du monde de Scrabble duplicate en 2010) ; Hervé Bohbot a été champion de France de Scrabble classique en 2005 et 2015 et a représenté la France six fois au Championnat du monde de Scrabble anglophone ; Augustin Catton (France) vice champion de France de Scrabble en ligne; Joan R. Manchado a remporté quatre titres de champion du monde, deux en espagnol et deux en catalan ; Dan Sandu a remporté plusieurs titres de champion de Roumanie et a participé à plusieurs championnats du monde francophones et anglophones.
En 2015, le Néozélandais Nigel Richards, triple champion du monde de Scrabble anglophone, remporte le titre de champion du monde de Scrabble (classique) en français et est vice-champion du monde en Scrabble duplicate. Sa performance a fait sensation dans la presse du monde entier, car il ne parle pas français et a appris le dictionnaire en quelques semaines.
De nombreux autres pays organisent des championnats nationaux dans leur langue nationale : « Allemagne », « Italie », « Pologne », « Roumanie », « Slovaquie », « Suède », « République tchèque », etc.
En français, le championnat de France de Scrabble duplicate regroupe plus de 10 000 participants dont environ 700 qui se qualifient pour la phase finale. En France, à peu près 200 tournois sont organisés chaque saison, ainsi que des tournois homologués qui ont lieu en Belgique, en Suisse, au Québec et dans plusieurs pays africains, surtout au Sénégal, un pays qui a fourni plusieurs champions du monde en blitz, en classique et en paires.

### Championnats du monde de Scrabble
Les Championnats du monde de Scrabble francophone ont lieu tous les ans depuis 1972. Il y a quatre épreuves attributives de titres de champions du monde : trois en Scrabble duplicate (individuel, paires et blitz) et une en classique. Il y a également des tournois open. L'édition 2018 a eu lieu à Tremblant (Québec) en juillet .
Le Championnat du monde de Scrabble anglophone a lieu tous les deux ans depuis 1991. Il a eu lieu trois fois à Londres (Angleterre). Le premier championnat utilisa le dictionnaire américain, mais depuis c'est le dictionnaire international, couramment appelé « SOWPODS » qui est employé. Le tournoi se joue en Scrabble classique. La dernière édition a eu lieu en 2017 à Nairobi (Kenya) et a été remportée par Akshay Bhandarkar (Bahrein). Nigel Richards (Nouvelle-Zélande) a remporté trois fois le titre et trois joueurs (Brian Cappelletto, Pakorn Nemitrmansuk et Joel Wapnick) ont été plusieurs fois finalistes.
Chaque tournoi rassemble une centaine de compétiteurs d'une quarantaine de pays, les plus représentés étant le Royaume-Uni (avec des représentants distincts pour l'Angleterre, l'Écosse, le pays de Galles et l'Irlande du Nord), les États-Unis et l'Australie mais de nombreux pays non anglophones sont représentés (Thaïlande, Allemagne, France, etc.). En 2015, le titre est remporté pour la première fois par un joueur africain, le Nigérian Wellington Jighere.
Le Championnat du monde de Scrabble hispanophone a lieu tous les ans depuis 1997. À l'origine, il se disputait seulement en classique : il y a eu dix vainqueurs différents depuis la première édition, dont Joan R. Manchado et Enric Hernández (Espagne), Benjamín Olaizola (Venezuela) et Luis Picciochi (Argentine), qui ont chacun remporté deux titres. Depuis 2009, un championnat en duplicate est organisé, remporté en 2010 par le Français Serge Emig. Le championnat a eu lieu en 2011 à Mexico, en 2012 à Barcelone et en 2013 à Buenos Aires. Le tournoi rassemble environ 80 participants venant d'Espagne et des pays d'Amérique latine, mais aussi de France et des États-Unis. L'édition 2014 s'est déroulée pour la première fois à Cuba, à La Havane.
Un Championnat du monde de Scrabble en catalan a lieu tous les deux ans depuis 2005 en classique. Il se déroule en Catalogne et regroupe une cinquantaine de joueurs, essentiellement de nationalité espagnole, mais aussi française et roumaine. La cinquième édition a eu lieu à Eivissa en mars 2013 et a été remportée par un joueur roumain, Octavian Mocanu. Joan R. Manchado (également double champion du monde en espagnol) et Miquel Sesé ont remporté chacun deux titres.
Fin août 2016, à Lille, ont lieu pour la première fois en un même lieu, les championnats du monde anglophones et hispanophones, ainsi qu'un tournoi international francophone, sous l'égide de la société Mind Sports International.

#### Les cinq derniers champions du monde
Scrabble classique
| Championnat francophone - 2022 : Mamadou Sanoko, Côte d'Ivoire - 2021 : Eric Salvador Tchouyo, Cameroun - 2019 : Francis Desjardins, Québec - 2018 : Nigel Richards, Nouvelle-Zélande - 2017 : Benjamin Valour, France |  | Championnat anglophone - 2021 : Alastair Richards, Nouvelle-Zélande - 2019 : Nigel Richards, Nouvelle-Zélande - 2018 : Nigel Richards, Nouvelle-Zélande - 2017 : Akshay Bhandarkar, Bahreïn - 2015 : Wellington Jighere, Nigeria |  | Championnat hispanophone - 2019 : Serge Emig, France - 2018 : Luis Picciochi, Argentine - 2017 : Selene Delgado, Uruguay - 2016 : José Fernandez, Espagne - 2015 : Airán Pérez, Venezuela |  | Championnat en catalan - 2013 : Octavian Mocanu, Roumanie - 2011 : Miquel Sesé, Espagne - 2009 : Joan R. Manchado, Espagne - 2007 : Joan R. Manchado, Espagne - 2005 : Miquel Sesé, Espagne |

Scrabble duplicate
| Championnat francophone - 2022 : Thierry Chincholle, France - 2021 : Romain Santi, France - 2019 : Nigel Richards, Nouvelle-Zélande - 2018 : Nigel Richards, Nouvelle-Zélande - 2017 : Nigel Richards, Nouvelle-Zélande |  | Championnat hispanophone - 2019 : Jesús Ortega, Mexique - 2018 : Jesús Ortega, Mexique - 2017 : Luis Picciochi, Argentine - 2016 : Luis Picciochi, Argentine - 2015 : Diego Gonzalez, Argentine |

### Principaux Tournois de Scrabble à travers le monde

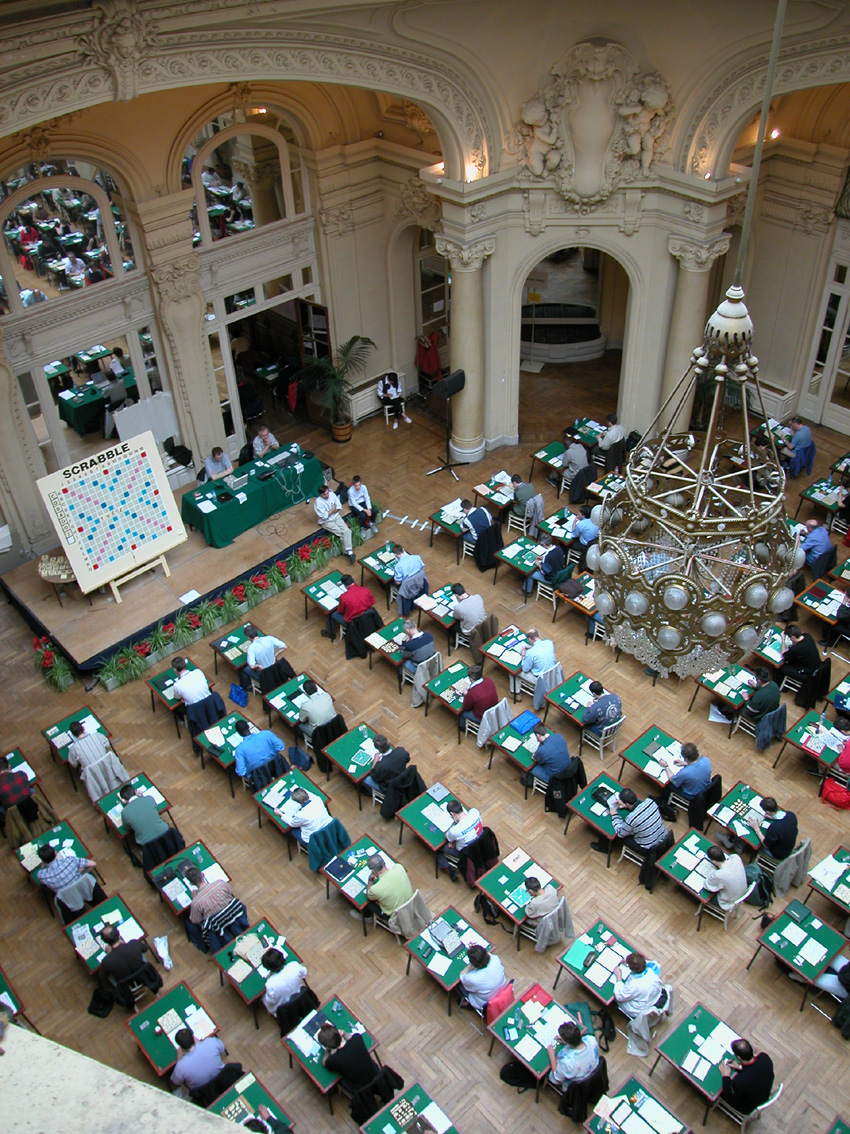
Tournoi duplicate à Vichy.

#### Francophones

##### France
- Championnats de France de Scrabble francophone
- Festival de Vichy
- Festival d'Aix-les-bains
- Festival de Cannes

##### Belgique
- Championnats de Belgique de Scrabble francophone
- Festival de Belgique

##### Suisse
- Championnats de Suisse de Scrabble francophone
- Festival International de Scrabble de Suisse

##### Québec
- Championnats du Québec de Scrabble francophone
- Festival de Rimouski

#### Afrique
- ChampAS - Championnat d'Afrique de Scrabble francophone
- Championnat du Sénégal
- Championnats de Tunisie de Scrabble francophone

Il y a le plus souvent des épreuves en Scrabble duplicate (individuel, paires, blitz) ainsi qu'en Scrabble classique.

#### Anglophones

##### Amerique du Nord
- Scrabble Players Championship (Amérique du Nord)
- Championnat du Canada de Scrabble anglophone
- Niagara Falls International Open

##### Europe
- UK Open
- British National Scrabble Championship
- British Masters Scrabble Championship
- Malta International Scrabble Open

##### Asie
- Brand's Crossword Game King's Cup (Thailande)
- Singapore Open
- IGATE international (India)
- Astar Scrabble Challenge International (Malaysia)
- Gulf Scrabble Championship

##### Afrique
- Championnat d'Afrique de Scrabble Anglophone
- East Central and Southern Africa Open
- Godswill Apkabio International Classic

Uniquement en classique.

#### Hispanophones

##### Europe
- Europeo
- Championnat d'Espagne de Scrabble Hispanophone

##### Zone Australe
- Austral
- Championnat d'Argentine de Scrabble Hispanophone

##### Zone Andine
- Andino

##### Amerique du Nord et Centrale
- Norcenca
- Cuba International

#### Germanophone
- Championnat d'Allemagne de Scrabble germanophone
- Zeit Scrabble Turniere

## Le Scrabble dans la culture populaire

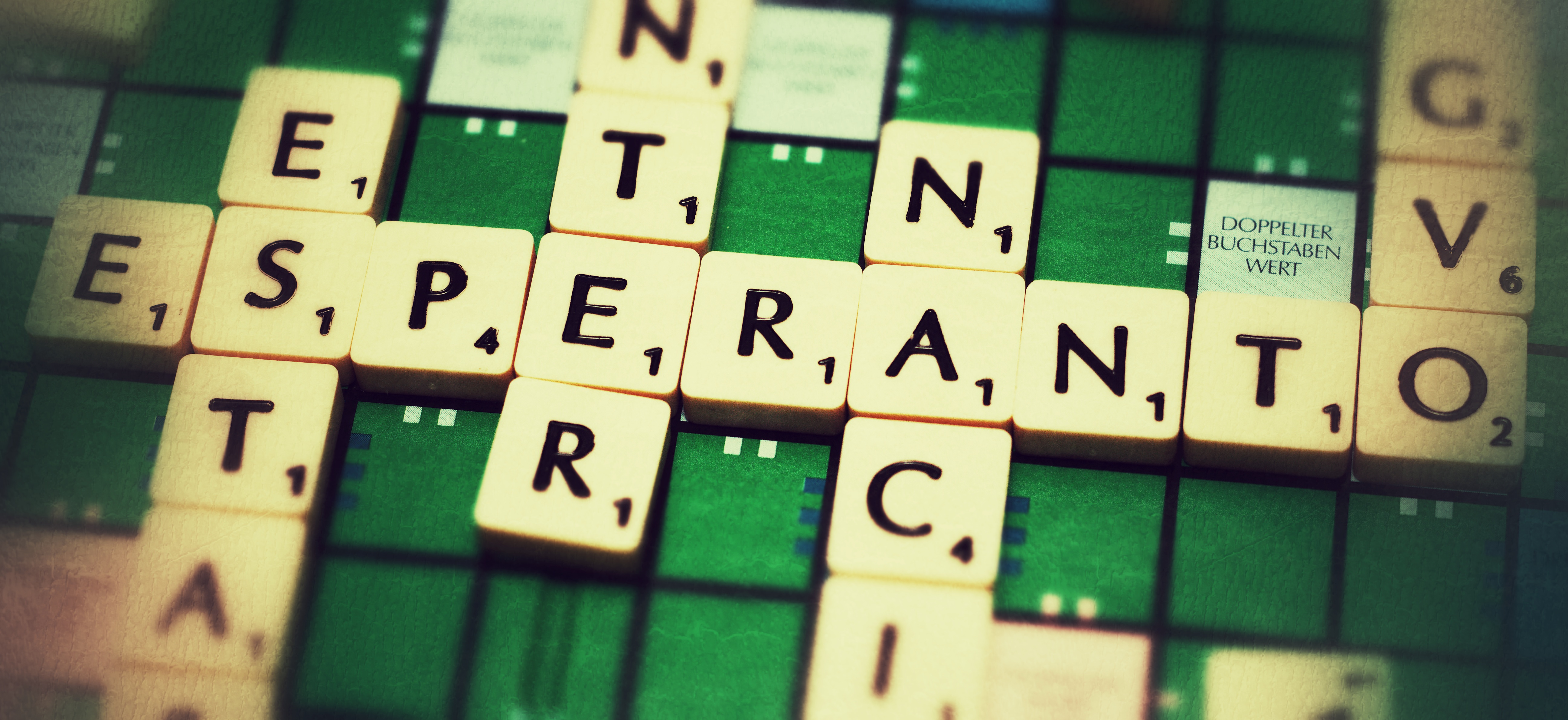

### Émissions télévisées
Plusieurs jeux télévisés ont repris le principe du Scrabble, parmi lesquels :
- à Monaco, sur TMC entre 1985 et 1986 Jouons au Scrabble conçu par Alice Jordi a été diffusé pendant un an. Du scrabble duplicate et des anagrammes[Quoi ?]. Sur tous les génériques, figurait la mention « Sur une idée d'Alice Jordi ». Elle a été conceptrice mais aussi productrice et toujours présentatrice de ce jeu subventionné par la Société Habourdin détentrice des droits du Scrabble en France. Les animateurs qui ont accompagné Alice Jordi sur le plateau  étaient successivement  les talentueux Christian Poncet, David et Max Lafontaine.
- Sur cette antenne (TMC), Alice Jordi a également créé le jeu ANA 7 subventionné et relayé par une publication sur le journal Télé7jours.
- aux États-Unis, Scrabble entre 1983 et 1990, puis durant six mois en 1993. Environ 1 280 émissions furent enregistrées[34],[35].
- au Royaume-Uni, TV Scrabble. Il y avait deux équipes de deux joueurs, un joueur de Scrabble et une vedette, qui participaient à plusieurs jeux en rapport avec le Scrabble[36].
- en France et au Luxembourg, Scrabble RTL sur la chaîne RTL TV (puis RTL9), présenté par Thierry Guillaume et Véronique Buson.

### Films
Deux documentaires américains sont entièrement consacrés au Scrabble de compétition :
- Scrabylon[37] fut essentiellement tourné durant le championnat national à Las Vegas et présente des scrabbleurs venus de tous les pays, parmi lesquels le Canadien Joel Sherman qui fut champion du monde en 1997.
- Word Wars suit le parcours de quatre joueurs, parmi lesquels Joel Sherman, dans les neuf mois qui ont précédé le championnat national à San Diego en 2002. Le film fut en sélection officielle au Festival du film de Sundance en 2004, projeté dans 25 villes, et nommé à plusieurs récompenses.

Outre ces documentaires, aucun film de fiction n'est consacré spécifiquement au jeu de Scrabble. Un projet de film intitulé Your Word Against Mine fut un temps envisagé, mais ne vit finalement pas le jour.
De nombreux films contiennent des références plus ou moins importantes au jeu de Scrabble. Le Scrabble classique y figure en grande majorité, au détriment du Scrabble duplicate. Parmi les films les plus représentatifs :
- Viens chez moi, j'habite chez une copine de Patrice Leconte (1981) présente deux parties de Scrabble classique : Bernard Giraudeau réalise un joli coup technique à 87 points, tandis que Michel Blanc, novice, croit que le joker est une lettre usée. Le réalisateur Patrice Leconte a également utilisé le jeu de Scrabble dans plusieurs de ses autres films : Les Bronzés, Les Bronzés font du ski, Tango.
- Meilleur Espoir féminin de Gérard Jugnot (2000) montre par trois fois le héros jouer au Scrabble avec ses amis. Outre que les parties de Scrabble servent avant tout de prétexte à des dialogues étoffés, on y trouve les lieux communs habituels des scènes de Scrabble au cinéma : mot contesté par l'un des personnages, utilisation d'un dictionnaire pour vérifier, remarque relative aux lettres qui manquent pour poser tel mot, score insignifiant réalisé par un joueur peu intéressé...
- La Fleur du mal de Claude Chabrol (2003) présente une longue partie de Scrabble classique offrant à la fois un vocabulaire étoffé ainsi qu'une certaine maîtrise technique.
- La Jungle de Matthieu Delaporte (2006) met en scène un vigile adepte du Scrabble de compétition qui cite des champions existants tels que Michel Duguet ou Christian Pierre ainsi que les trois festivals fédéraux d'Aix-les-Bains, Cannes et Vichy.
- Pas sérieux s'abstenir (Man Zkt Vrouw) de Miel Van Hoogenbemt (2007) présente pour la première fois un club de Scrabble duplicate (en l'occurrence un club flamand où l'on joue en néerlandais) de façon réaliste : on peut ainsi voir les joueurs remplir leurs bulletins qui sont collectés par des ramasseurs, l'arbitre annoncer le top et signaler les solos, l'utilisation d'un tableau de Scrabble, l'épellation des lettres…
- Rosemary's Baby de Roman Polanski (1968). Rosemary (Mia Farrow) utilise les lettres du Scrabble pour former un nom et trouver l'anagramme de celui-ci .
- The Trip de Tommy Wirkola (2021) fait jouer ses personnages au Scrabble norvégien.

### Sketches
- Le sketch le plus connu est celui de l'humoriste français Pierre Palmade : figurant dans son spectacle On se connaît ?, il met en scène quatre personnages d'une famille et notamment la mauvaise foi du père qui perd au Scrabble[40].
- Dans Les 2 minutes du peuple, l'humoriste québécois François Pérusse consacre un épisode entier au Scrabble[41].
- Un sketch de Babass intitulé la Fête du Scrabble a été diffusé dans l'émission On ne demande qu'à en rire du 29 octobre 2011.

### Séries télévisées
De nombreux épisodes de séries télévisées mettent en scène une partie de Scrabble classique où l'un des joueurs pose un mot plus ou moins farfelu, que son adversaire s'empresse de contester.
- Dans l'épisode Bad Word des Experts, un personnage est même retrouvé asphyxié après avoir été forcé de manger les lettres du mot « EXVIN » qu'il avait inventé pour battre son adversaire.
- Dans l'épisode 6 de la saison 1 de BoJack Horseman, après avoir volé le "D" de "Hollywood" pour prouver son amour à Diane, BoJack et Mr. Peanutbutter ont concocté un plan pour s'en débarrasser où sur la maquette ils ont utilisé un "D" de Scrabble pour le représenter.
- Dans la série québécoise Le Cœur a ses Raisons, les personnages principaux jouent au Scrabble en plaçant leurs lettres n'importe où en jouant les mots zzz, ffffifu, le txtxtx, et wqt (qui sont tous des animaux aquatiques nocturnes).

#### En français
- L'Officiel du jeu Scrabble 8e édition, Éditions Larousse, juin 2019.
- Le Scrabble pour les Nuls : Eugénie Michel, Éditions First.
- Gagnez au jeu Scrabble : plusieurs auteurs, Éditions Larousse.
- Le Grand Guide Marabout du Scrabble : Michel Charlemagne, Éditions Marabout.
- Le Guide Marabout du Scrabble : Michel Charlemagne, Éditions Marabout.
- Mes mots en poche 2016 : Franck Maniquant et Jean-Pierre Géreau, Éditions Promolettres.
- 500 trucs pour être champion au Scrabble : Didier Clerc, Éditions Larousse.
- Le Scrabble en 10 leçons : Michel Charlemagne et Michel Duguet, Éditions Minerva.
- Grand Dictionnaire du Scrabbleur : Michel Pialat, Éditions Larousse.
- Larousse du Scrabble : Michel Pialat, Éditions Larousse.
- Nouvelle Encyclopédie du Scrabble : Michel Pialat, France Loisirs.
- Stratégie du Scrabble : Vincent Labbé, Éditions Larousse.
- Les Mots voisins : Florian Lévy et Gilles Blanchette (autoédition).
- Le PCS : Pierre-Claude Singer, Éditions Promolettres.

#### En anglais
- How to Win at Scrabble : Andrew Fisher et David Webb, Batsfords Books
- Chambers Top Scrabble Tips (Scrabble) : Allan Simmons, Chambers
- Collins Scrabble Dictionary : dictionnaire officiel du championnat du monde anglophone, Collins
- Everything Scrabble : Joe Edley et John D. Williams, Pocket
- Word Freak : Heartbreak, Triumph, Genius and Obsession in the World of Competitive Scrabble: Stephan Fatsis, Yellow Jersey Press

Source : scrabblewordfinders.net.